# Världsmästerskapen i curling
Världsmästerskapen i curling är landslagsturneringar i curling som anordnas årligen av World Curling. För herrar har turneringen spelats sedan 1959, och damernas startade 1979. Damernas och herrarnas mästerskap spelades separat de tio första åren 1979–1988, därefter anordnades mästerskapen gemensamt fram till 2004 för att därefter återigen anordnas som separata tillställningar sedan 2005.
Från och med 2008 spelas också världsmästerskap i mixed dubbel – mixade tvåmannalag herrar/damer – och sedan 2015 världsmästerskap för mixade fyramannalag herrar/damer.

## Mästerskap

### Herrar
| År   | Värd                                         | Guld      | Silver       | Brons            |
| ---- | -------------------------------------------- | --------- | ------------ | ---------------- |
| 1959 | Falkirk, Perth & Edinburgh, Skottland        | Kanada    | Skottland    | –                |
| 1960 | Ayr, Edinburgh & Glasgow, Skottland          | Kanada    | Skottland    | –                |
| 1961 | Ayr, Kirkcaldy, Perth & Edinburgh, Skottland | Kanada    | Skottland    | USA              |
| 1962 | Falkirk & Edinburgh, Skottland               | Kanada    | USA          | Skottland        |
| 1963 | Perth, Skottland                             | Kanada    | Skottland    | USA              |
| 1964 | Calgary, Kanada                              | Kanada    | Skottland    | USA              |
| 1965 | Perth, Skottland                             | USA       | Kanada       | Sverige          |
| 1966 | Vancouver, Kanada                            | Kanada    | Skottland    | USA              |
| 1967 | Perth, Skottland                             | Skottland | Sverige      | USA              |
| 1968 | Pointe-Claire, Kanada                        | Kanada    | Skottland    | USA              |
| 1969 | Perth, Skottland                             | Kanada    | USA          | Skottland        |
| 1970 | Utica, USA                                   | Kanada    | Skottland    | Sverige          |
| 1971 | Megève, Frankrike                            | Kanada    | Skottland    | USA              |
| 1972 | Garmisch-Partenkirchen, Västtyskland         | Kanada    | USA          | Västtyskland     |
| 1973 | Regina, Kanada                               | Sverige   | Kanada       | Frankrike        |
| 1974 | Bern, Schweiz                                | USA       | Sverige      | Schweiz          |
| 1975 | Perth, Skottland                             | Schweiz   | USA          | Kanada           |
| 1976 | Duluth, USA                                  | USA       | Skottland    | Schweiz          |
| 1977 | Karlstad, Sverige                            | Sverige   | Kanada       | Skottland        |
| 1978 | Winnipeg, Kanada                             | USA       | Norge        | Kanada           |
| 1979 | Bern, Schweiz                                | Norge     | Schweiz      | Kanada           |
| 1980 | Moncton, Kanada                              | Kanada    | Norge        | Schweiz          |
| 1981 | London, Kanada                               | Schweiz   | USA          | Kanada           |
| 1982 | Garmisch-Partenkirchen, Västtyskland         | Kanada    | Schweiz      | Västtyskland     |
| 1983 | Regina, Kanada                               | Kanada    | Västtyskland | Norge            |
| 1984 | Duluth, USA                                  | Norge     | Schweiz      | Sverige          |
| 1985 | Glasgow, Skottland                           | Kanada    | Sverige      | Danmark          |
| 1986 | Toronto, Kanada                              | Kanada    | Skottland    | USA              |
| 1987 | Vancouver, Kanada                            | Kanada    | Västtyskland | Norge            |
| 1988 | Lausanne, Schweiz                            | Norge     | Kanada       | Skottland        |
| 1989 | Milwaukee, USA                               | Kanada    | Schweiz      | Norge Sverige    |
| 1990 | Västerås, Sverige                            | Kanada    | Skottland    | Danmark Sverige  |
| 1991 | Winnipeg, Kanada                             | Skottland | Kanada       | Norge USA        |
| 1992 | Garmisch-Partenkirchen, Tyskland             | Schweiz   | Skottland    | Kanada USA       |
| 1993 | Genève, Schweiz                              | Kanada    | Skottland    | Schweiz USA      |
| 1994 | Oberstdorf, Tyskland                         | Kanada    | Sverige      | Tyskland Schweiz |
| 1995 | Brandon, Kanada                              | Kanada    | Skottland    | Tyskland         |
| 1996 | Hamilton, Kanada                             | Kanada    | Skottland    | Schweiz          |
| 1997 | Bern, Schweiz                                | Sverige   | Tyskland     | Skottland        |
| 1998 | Kamloops, Kanada                             | Kanada    | Sverige      | Finland          |
| 1999 | Saint John, Kanada                           | Skottland | Kanada       | Schweiz          |
| 2000 | Glasgow, Skottland                           | Kanada    | Sverige      | Finland          |
| 2001 | Lausanne, Schweiz                            | Sverige   | Schweiz      | Norge            |
| 2002 | Bismarck, USA                                | Kanada    | Norge        | Skottland        |
| 2003 | Winnipeg, Kanada                             | Kanada    | Schweiz      | Norge            |
| 2004 | Gävle, Sverige                               | Sverige   | Tyskland     | Kanada           |
| 2005 | Victoria, Kanada                             | Kanada    | Skottland    | Tyskland         |
| 2006 | Lowell, USA                                  | Skottland | Kanada       | Norge            |
| 2007 | Edmonton, Kanada                             | Kanada    | Tyskland     | USA              |
| 2008 | Grand Forks, USA                             | Kanada    | Skottland    | Norge            |
| 2009 | Moncton, Kanada                              | Skottland | Kanada       | Norge            |
| 2010 | Cortina d'Ampezzo, Italien                   | Kanada    | Norge        | Skottland        |
| 2011 | Regina, Kanada                               | Kanada    | Skottland    | Sverige          |
| 2012 | Basel, Schweiz                               | Kanada    | Skottland    | Sverige          |
| 2013 | Victoria, Kanada                             | Sverige   | Kanada       | Skottland        |
| 2014 | Peking, Kina                                 | Norge     | Sverige      | Schweiz          |
| 2015 | Halifax, Kanada                              | Sverige   | Norge        | Kanada           |
| 2016 | Basel, Schweiz                               | Kanada    | Danmark      | USA              |
| 2017 | Edmonton, Alberta, Kanada                    | Kanada    | Sverige      | Schweiz          |
| 2018 | Las Vegas, USA                               | Sverige   | Kanada       | Skottland        |
| 2019 | Lethbridge, Kanada                           | Sverige   | Kanada       | Schweiz          |
| 2020 | Glasgow, Skottland                           | Inställt  | Inställt     | Inställt         |
| 2021 | Calgary, Kanada                              | Sverige   | Skottland    | Schweiz          |
| 2022 | Las Vegas, USA                               | Sverige   | Kanada       | Italien          |
| 2023 | Ottawa, Kanada                               | Skottland | Kanada       | Schweiz          |
| 2024 | Schaffhausen, Schweiz                        | Sverige   | Kanada       | Italien          |
| 2025 | Moose Jaw, Kanada                            | Skottland | Schweiz      | Kanada           |
| 2026 | Ogden, USA                                   |           |              |                  |

### Damer
| År   | Värd                                | Guld         | Silver       | Brons                |
| ---- | ----------------------------------- | ------------ | ------------ | -------------------- |
| 1979 | Perth, Skottland                    | Schweiz      | Sverige      | Kanada Skottland     |
| 1980 | Perth, Skottland                    | Kanada       | Sverige      | Skottland            |
| 1981 | Perth, Skottland                    | Sverige      | Kanada       | Norge                |
| 1982 | Genève, Schweiz                     | Danmark      | Sverige      | Skottland            |
| 1983 | Moose Jaw, Kanada                   | Schweiz      | Norge        | Kanada               |
| 1984 | Perth, Skottland                    | Kanada       | Schweiz      | Västtyskland         |
| 1985 | Jönköping, Sverige                  | Kanada       | Skottland    | Schweiz              |
| 1986 | Kelowna, Kanada                     | Kanada       | Västtyskland | Sverige              |
| 1987 | Chicago, USA                        | Kanada       | Västtyskland | Schweiz              |
| 1988 | Glasgow, Skottland                  | Västtyskland | Kanada       | Sverige              |
| 1989 | Milwaukee, USA                      | Kanada       | Norge        | Sverige Västtyskland |
| 1990 | Västerås, Sverige                   | Norge        | Skottland    | Danmark Kanada       |
| 1991 | Winnipeg, Kanada                    | Norge        | Kanada       | Skottland Sverige    |
| 1992 | Garmisch-Partenkirchen, Tyskland    | Sverige      | USA          | Kanada Schweiz       |
| 1993 | Genève, Schweiz                     | Kanada       | Tyskland     | Norge Sverige        |
| 1994 | Oberstdorf, Tyskland                | Kanada       | Skottland    | Sverige Tyskland     |
| 1995 | Brandon, Kanada                     | Sverige      | Kanada       | Norge                |
| 1996 | Hamilton, Kanada                    | Kanada       | USA          | Norge                |
| 1997 | Bern, Schweiz                       | Kanada       | Norge        | Danmark              |
| 1998 | Kamloops, Kanada                    | Sverige      | Danmark      | Kanada               |
| 1999 | Saint John, Kanada                  | Sverige      | USA          | Danmark              |
| 2000 | Glasgow, Skottland                  | Kanada       | Schweiz      | Norge                |
| 2001 | Lausanne, Schweiz                   | Kanada       | Sverige      | Danmark              |
| 2002 | Bismarck, USA                       | Skottland    | Sverige      | Norge                |
| 2003 | Winnipeg, Kanada                    | USA          | Kanada       | Sverige              |
| 2004 | Gävle, Sverige                      | Kanada       | Norge        | Schweiz              |
| 2005 | Paisley, Skottland                  | Sverige      | USA          | Norge                |
| 2006 | Grande Prairie, Kanada              | Sverige      | USA          | Kanada               |
| 2007 | Aomori, Japan                       | Kanada       | Danmark      | Skottland            |
| 2008 | Vernon, Kanada                      | Kanada       | Kina         | Schweiz              |
| 2009 | Gangneung, Sydkorea                 | Kina         | Sverige      | Danmark              |
| 2010 | Swift Current, Kanada               | Tyskland     | Skottland    | Kanada               |
| 2011 | Esbjerg, Danmark                    | Sverige      | Kanada       | Kina                 |
| 2012 | Lethbridge, Kanada                  | Schweiz      | Sverige      | Kanada               |
| 2013 | Riga, Lettland                      | Skottland    | Sverige      | Kanada               |
| 2014 | Saint John, Kanada                  | Schweiz      | Kanada       | Ryssland             |
| 2015 | Sapporo, Japan                      | Schweiz      | Kanada       | Ryssland             |
| 2016 | Swift Current, Saskatchewan, Kanada | Schweiz      | Japan        | Ryssland             |
| 2017 | Peking, Kina                        | Kanada       | Ryssland     | Skottland            |
| 2018 | North Bay, Kanada                   | Kanada       | Sverige      | Ryssland             |
| 2019 | Silkeborg, Danmark                  | Schweiz      | Sverige      | Sydkorea             |
| 2021 | Calgary, Kanada                     | Schweiz      | Ryssland     | USA                  |
| 2022 | Prince George, Kanada               | Schweiz      | Sydkorea     | Kanada               |
| 2023 | Sandviken, Sverige                  | Schweiz      | Norge        | Kanada               |
| 2024 | Sydney, Kanada                      | Kanada       | Schweiz      | Sydkorea             |
| 2025 | Uijeongbu, Sydkorea                 | Kanada       | Schweiz      | Kina                 |
| 2026 | Calgary, Kanada                     |              |              |                      |

### Mixed dubbel
| År   | Värd                        | Guld      | Silver      | Brons      |
| ---- | --------------------------- | --------- | ----------- | ---------- |
| 2008 | Vierumäki, Finland          | Schweiz   | Finland     | Sverige    |
| 2009 | Cortina d'Ampezzo, Italien  | Schweiz   | Ungern      | Kanada     |
| 2010 | Tjeljabinsk, Ryssland       | Ryssland  | Nya Zeeland | Kina       |
| 2011 | St. Paul, USA               | Schweiz   | Ryssland    | Frankrike  |
| 2012 | Erzurum, Turkiet            | Schweiz   | Sverige     | Österrike  |
| 2013 | Fredericton, Kanada         | Ungern    | Sverige     | Tjeckien   |
| 2014 | Dumfries, Skottland         | Schweiz   | Sverige     | Spanien    |
| 2015 | Sotji, Ryssland             | Ungern    | Sverige     | Norge      |
| 2016 | Karlstad, Sverige           | Ryssland  | Kina        | USA        |
| 2017 | Lethbridge, Alberta, Kanada | Schweiz   | Kanada      | Kina       |
| 2018 | Östersund, Sverige          | Schweiz   | Ryssland    | Kanada     |
| 2019 | Stavanger, Norge            | Sverige   | Kanada      | USA        |
| 2021 | Aberdeen, Skottland         | Skottland | Norge       | Sverige    |
| 2022 | Genève, Schweiz             | Skottland | Schweiz     | Tyskland   |
| 2023 | Gangneung, Sydkorea         | USA       | Japan       | Norge      |
| 2024 | Östersund, Sverige          | Sverige   | Estland     | Norge      |
| 2025 | Fredericton, Kanada         | Italien   | Skottland   | Australien |
| 2026 | Genève, Schweiz             |           |             |            |

### Mixed
| År   | Värd                | Guld      | Silver    | Brons     |
| ---- | ------------------- | --------- | --------- | --------- |
| 2015 | Bern, Schweiz       | Norge     | Sverige   | Kina      |
| 2016 | Kazan, Ryssland     | Ryssland  | Sverige   | Skottland |
| 2017 | Champéry, Schweiz   | Skottland | Kanada    | Tjeckien  |
| 2018 | Kelowna, Kanada     | Kanada    | Spanien   | Ryssland  |
| 2019 | Aberdeen, Skottland | Kanada    | Tyskland  | Norge     |
| 2022 | Aberdeen, Skottland | Kanada    | Skottland | Schweiz   |
| 2023 | Aberdeen, Skottland | Sverige   | Spanien   | Kanada    |
| 2024 | Aberdeen, Skottland | Sverige   | Japan     | Schweiz   |

## Medaljtabeller

### Herrar
| Nr | Lag                   | Guld | Silver | Brons | Totalt |
| -- | --------------------- | ---- | ------ | ----- | ------ |
| 1  | Kanada                | 36   | 14     | 8     | 58     |
| 2  | Sverige               | 12   | 8      | 7     | 27     |
| 3  | Skottland             | 7    | 21     | 9     | 37     |
| 4  | USA                   | 4    | 5      | 13    | 22     |
| 5  | Norge                 | 4    | 5      | 9     | 18     |
| 6  | Schweiz               | 3    | 7      | 12    | 22     |
| 7  | Tyskland/Västtyskland | –    | 5      | 5     | 10     |
| 8  | Danmark               | –    | 1      | 2     | 3      |
| 9  | Finland               | –    | –      | 2     | 2      |
| 9  | Italien               | –    | –      | 2     | 2      |
| 10 | Frankrike             | –    | –      | 1     | 1      |

### Damer
| Nr | Lag                   | Guld | Silver | Brons | Totalt |
| -- | --------------------- | ---- | ------ | ----- | ------ |
| 1  | Kanada                | 19   | 8      | 11    | 38     |
| 2  | Schweiz               | 10   | 4      | 5     | 19     |
| 3  | Sverige               | 8    | 10     | 7     | 25     |
| 4  | Norge                 | 2    | 5      | 7     | 14     |
| 5  | Skottland             | 2    | 4      | 6     | 12     |
| 6  | Tyskland/Västtyskland | 2    | 3      | 3     | 8      |
| 7  | USA                   | 1    | 5      | 1     | 7      |
| 8  | Danmark               | 1    | 2      | 5     | 8      |
| 9  | Kina                  | 1    | 1      | 2     | 4      |
| 10 | Ryssland              | –    | 2      | 4     | 6      |
| 11 | Sydkorea              | –    | 1      | 2     | 3      |
| 12 | Japan                 | –    | 1      | –     | 1      |

### Mixed dubbel
| Nr | Lag         | Guld | Silver | Brons | Totalt |
| -- | ----------- | ---- | ------ | ----- | ------ |
| 1  | Schweiz     | 7    | 1      | –     | 8      |
| 2  | Ryssland    | 2    | 2      | –     | 4      |
| 3  | Ungern      | 2    | 1      | –     | 3      |
| 4  | Skottland   | 2    | 1      | –     | 3      |
| 5  | Sverige     | 2    | 4      | 2     | 8      |
| 6  | USA         | 1    | –      | 2     | 3      |
| 7  | Italien     | 1    | –      | –     | 1      |
| 8  | Kanada      | –    | 2      | 2     | 4      |
| 10 | Kina        | –    | 1      | 2     | 3      |
| 10 | Norge       | –    | 1      | 3     | 4      |
| 14 | Finland     | –    | 1      | –     | 1      |
| 14 | Japan       | –    | 1      | –     | 1      |
| 14 | Nya Zeeland | –    | 1      | –     | 1      |
| 14 | Estland     | –    | 1      | –     | 1      |
| 20 | Australien  | –    | –      | 1     | 1      |
| 20 | Frankrike   | –    | –      | 1     | 1      |
| 20 | Tyskland    | –    | –      | 1     | 1      |
| 20 | Spanien     | –    | –      | 1     | 1      |
| 20 | Tjeckien    | –    | –      | 1     | 1      |
| 20 | Österrike   | –    | –      | 1     | 1      |

### Mixed
| Nr | Lag       | Guld | Silver | Brons | Totalt |
| -- | --------- | ---- | ------ | ----- | ------ |
| 1  | Kanada    | 3    | 1      | 1     | 5      |
| 2  | Sverige   | 2    | 2      | –     | 4      |
| 3  | Skottland | 1    | 1      | 1     | 3      |
| 4  | Spanien   | –    | 2      | 1     | 3      |
| 4  | Ryssland  | 1    | –      | 1     | 2      |
| 6  | Norge     | 1    | –      | 1     | 2      |
| 7  | Japan     | –    | 1      | –     | 1      |
| 8  | Tyskland  | –    | 1      | –     | 1      |
| 9  | Kina      | –    | –      | 1     | 1      |
| 9  | Tjeckien  | –    | –      | 1     | 1      |
| 9  | Schweiz   | –    | –      | 1     | 1      |